# Eusebio Díaz
Eusebio Díaz (1901 – 1959?) – piłkarz paragwajski, środkowy pomocnik. Wzrost 175 cm, waga 78 kg.
Jako gracz klubu Club Guaraní wziął udział w turnieju Copa América 1923, gdzie Paragwaj zajął 3. miejsce. Díaz zagrał we wszystkich 3 meczach - z Argentyną, Urugwajem i Brazylią.
Rok później znalazł się w kadrze narodowej na turniej Copa América 1924, gdzie Paragwaj także był trzeci. Díaz wystąpił tylko w ostatnim meczu przeciwko Chile.
Po raz trzeci w mistrzostwach kontynentalnych Díaz zagrał podczas turnieju Copa América 1925. Paragwaj zajął ostatnie 3. miejsce, a Díaz wystąpił tylko w pierwszym meczu z Argentyną.
Nadal jako piłkarz klubu Guaraní wziął udział w turnieju Copa América 1929, gdzie Paragwaj zdobył wicemistrzostwo Ameryki Południowej. Díaz zagrał we wszystkich 3 meczach - z Urugwajem, Argentyną i Peru.
Także jako gracz Guaraní był w kadrze narodowej na pierwsze mistrzostwa świata w 1930 roku, gdzie Paragwaj odpadł w fazie grupowej. Zagrał w obu meczach - ze Stanami Zjednoczonymi i z Belgią.
Uważany jest za jednego z największych piłkarzy paragwajskich swojej epoki. Następca słynnego Fleitasa Solicha.